# Hastina subfalcaria
Hastina subfalcaria là một loài bướm đêm trong họ Geometridae.